# NGC 4635
NGC 4635 (другие обозначения — UGC 7876, IRAS12402+2012, MCG 3-32-87, KUG 1240+202, ZWG 100.3, KARA 547, ZWG 99.113, PGC 42704, CIG 547) — галактика в созвездии Волос Вероники.
Это довольно тусклая спиральная галактика, с абсолютной звёздной величиной в полосе B −17,57m. Две ярких области вблизи центра в совокупности с ним выглядят как протяжённая структура, но бар в галактике отсутствует. Спиральные рукава клочковатые, заметны пылевые полосы. Показатель цвета B−V этой галактики характерен для морфологических типов Sbc или Sc, но эта галактика классифицируется как Sd. Галактика изолирована от других галактик, её кривая вращения асимметрична.
Этот объект входит в число перечисленных в оригинальной редакции «Нового общего каталога».